# Bagration

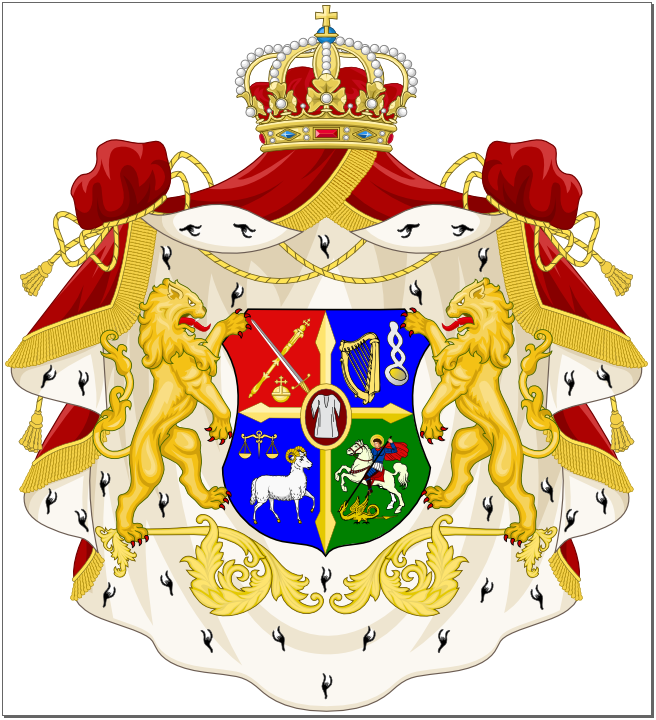
Stemma di uno dei rami dei Bagrationi, conosciuti come Bagrationi di Imereti/Imerezia, Bagrationi Imeretinsky e Casa Reale del Regno di Imereti/Imerezia.

La dinastia dei Bagrationi (in georgiano ბაგრატიონი?) fu una delle dinastie più importanti nella storia della Georgia ed esercitò il suo influsso su questa regione a partire dal primo Medioevo fino al XIX secolo; il lignaggio reale di questa famiglia è noto col suo nome ellenizzato, Bagratidi Georgiani.
Le origini di questa dinastia sono tuttora oggetto di disputa, così come il periodo del loro avvento in terra georgiana. Le testimonianze storiche tradizionali georgiane fanno risalire la loro apparizione al VI secolo riferendosi a questa dinastia come una delle più antiche della Georgia. Rimane tuttavia indubbio che la storia dei Bagrationi è strettamente connessa a quella della nazione georgiana e che essi iniziarono il loro dominio sulla regione sicuramente a partire dal IX secolo in qualità di principi dei domini lungo i confini sud-occidentali della Georgia riconquistati agli Arabi. Furono i Bagrationi che restaurarono nell'888 il caduto regno di Georgia che prosperò sotto la loro guida dall'XI secolo al XIII secolo. Questo periodo, soprattutto i regni di Davide IV (1089 - 1125) e di Tamar (1184 - 1213), è celebrato come l'età d'oro della storia georgiana, divenuta un impero potente militarmente e prospero dal punto di vista culturale.
Dopo la frammentazione del loro feudo unificato, avvenuta nel tardo XV secolo, le varie branche della dinastia regnarono sui regni divisi Kartli, Kakheti, e Imereti, fino all'annessione russa avvenuta all'inizio del XIX secolo. Sotto il dominio dell'Impero russo la dinastia bagratide continuò a esistere come nobiltà di corte fino alla Rivoluzione del febbraio 1917.
Con la nascita dell'Unione Sovietica e l'istituzione della RSS Georgiana nel 1921 gran parte dei discendenti della casata furono costretti ad emigrare all'estero disseminandosi in gran parte del continente europeo. Uno dei rami di questa diaspora continua a usare l'appellativo di Famiglia Reale di Georgia.

## Storia

### Origini

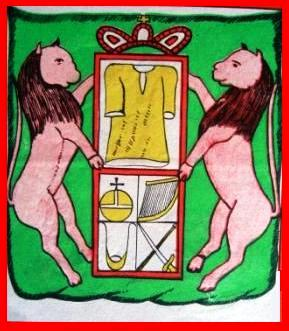
Immagine del primitivo emblema della dinastia dei Bagrationi preso da un manoscritto del 1740 di proprietà del principe Vakhushti Bagration.

Secondo la tradizione preservata nella storia di questa famiglia, e raccolta dallo storico georgiano dell'XI secolo Sumbat Davitis-Dze, e supportata successivamente dal principe Vakhushti Bagration, la dinastia dei Bagrationi affonda le sue radici dai sovrani biblici e dal profeta Davide e provenivano dalla terra di Palestina che abbandonarono nel 530. Secondo questa tradizione sette fratelli discendenti di Davide abbandonarono la terra natale e tre di loro giunsero in Armenia mentre gli altri quattro si stabilirono a Kartli, una delle regioni più importanti della Georgia, e nota nell'antichità con il nome di Iberia caucasica. Qui essi si mescolarono con la nobiltà locale diventando così dei feudatari della regione. Uno dei quattro fratelli, di nome Guaram (morto nel 532) fu il capostipite della dinastia dei Bagrationi dando alla luce suo figlio Bagrat. Un successore della dinastia, Guaram I d'Iberia, si insediò come principe di Kartli sotto il protettorato dell'Impero bizantino e si investì del titolo bizantino di Kouropalates nel 575, dando vita al regno dei Bagrationi.
Questa versione dell'origine dinastica dei Bagrationi è stata sommariamente accettata fino agli inizi del XX secolo, quando iniziò ad essere contestata l'origine ebraica della famiglia, lasciando però aperta la questione della loro reale provenienza. Alcuni storici del periodo della Russia sovietica rivisitarono la storia di questa dinastia dando la seguente spiegazione:

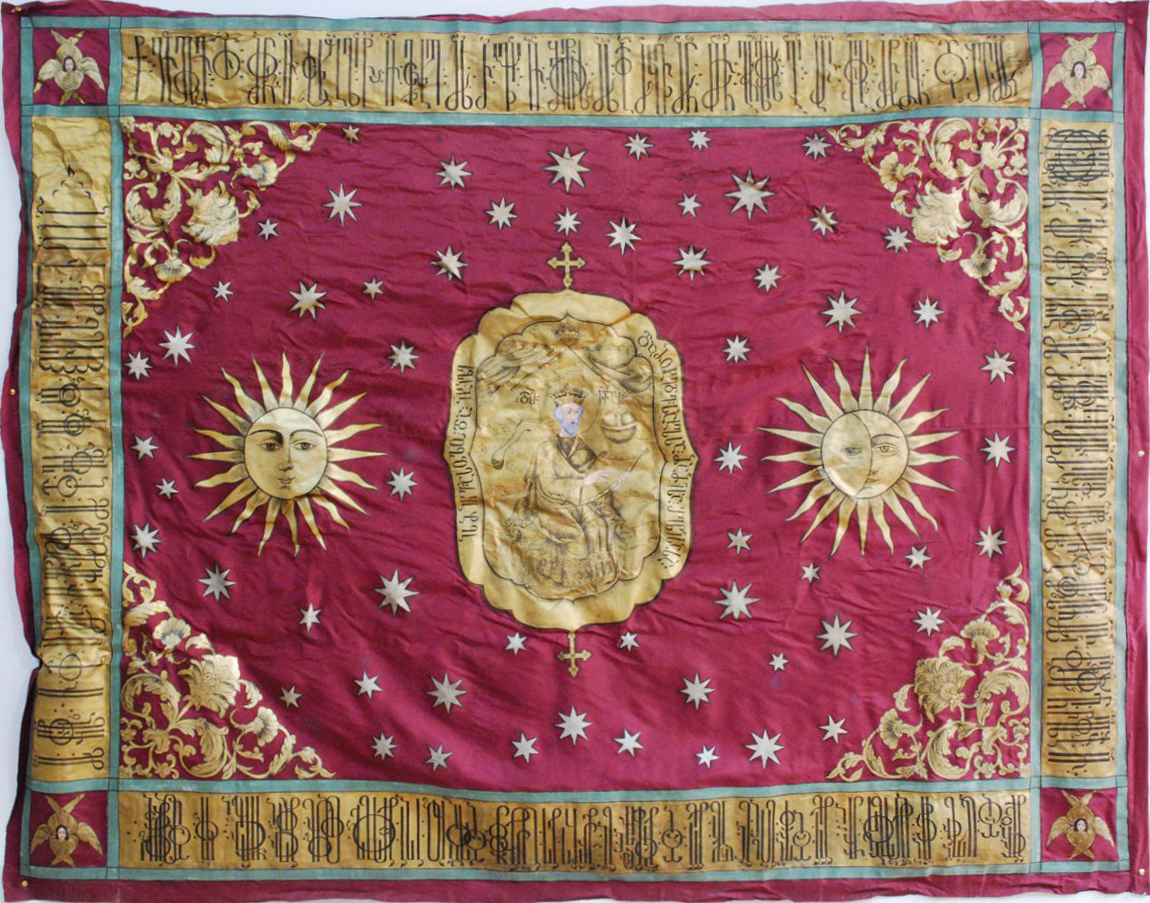
Bandiera del sovrano bagratione Vakhtang VI di Kartli con al centro l'immagine del profeta Davide.

Molti storici moderni, tuttavia, contestarono questa rilettura, dando una più moderna e complessa interpretazione delle fonti armene e georgiane su questo argomento. Una tesi dello storico e genealogista russo Cyril Toumanoff, che è anche la più accettata nel mondo occidentale, sostiene che la dinastia dei Bagrationi non sia altro che un ramo della dinastia dei Bagratidi emersa all'interno del ramo armeno, i Bagratuni, nella persona di Adamase, il cui padre, Vasak (figlio a sua volta di Ashot III) si rifugiò nel regno di Kartli dopo un fallito tentativo di ribellione contro il dominio arabo nel 772. Il figlio di Adarnase, Ashot I Kuropalates, conquistò il regno di Kartli nell'813, dando così vita alla dinastia dei Bagrationi. Sempre secondo questa ipotesi la presunta origine biblica della dinastia sarebbe frutto di aggiunte tardive da parte dello storico del ramo armeno, Mosè di Corene.
La versione della loro origine biblica, fu però molto utile al ramo georgiano della dinastia, soprattutto per legittimare e rafforzare il loro potere da poco conquistato, diventando così uno dei pilastri sui quali si fondò il loro dominio secolare sulla regione georgiana.
Sebbene sia ormai assodato che la dinastia dei Bagrationi abbia iniziato ad esercitare il suo potere dall'VIII secolo, alcune fonti sono riuscite a risalire al ramo georgiano della dinastia Bagratide fino al II secolo come sovrani della fortezza di Odzrkhe nella regione meridionale dello Samtskhe-Javakheti. Tuttavia questi sovrani di Odzrkhe, che negli annali medioevali sono indicati con il nome di Bivritiani, si estinsero nel V secolo, ed è quindi improbabile che possano essere considerati i diretti antenati della più tarda dinastia Bagratide.

### Ascesa al potere ed età dell'oro
La dinastia dei Bagrationi salì al potere quando il regno georgiano dell'Iberia era già caduto nelle mani dell'Impero sasanide nel VI secolo e le principali casate della regione erano state indebolite dai continui assalti degli arabi. L'avvento della nuova dinastia fu reso possibile dall'estinzione delle due più importanti casate georgiane, i Guaramidi e Cosroidi, con i quali i primi esponenti della dinastia dei Bagrationi si erano imparentati diventandone eredi formali. Sebbene la forte presenza araba non permise loro di insediarsi nella capitale Tbilisi, e nella parte orientale di Kartli, i Bagrationi riuscirono a difendere i loro principali domini e ad espandersi verso sud e verso nord sotto il protettorato bizantino e dando vita a quello che viene chiamato dagli storici contemporanei il regno di Tao-Klarjeti.

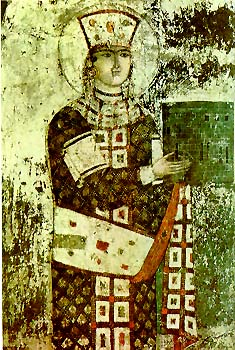
Affresco nel convento di Vardzia raffigurante la regina Tamar di Georgia.

Nell'813 la nuova dinastia, sotto Ashot I acquisì il titolo ereditario Eristavi di Kartli (un equivalente del titolo occidentale di Duca) a cui il sovrano bagrationi aggiunse il titolo di kourapalates (in lingua greca κουροπαλάτης, cancelliere). A dispetto del rafforzamento della nuova monarchia, la nazione georgiana rimase divisa tra principati rivali, mentre Tbilisi rimaneva saldamente in mano araba. I diretti discendenti di Ashot I diedero vita a tre separate branche della dinastia - Kartli, Tao e Klarjeti - spesso in conflitto tra di loro e con i regni confinanti. Tuttavia fu il regno di Kartli a predominare e nell'888, durante il governo di Adarnase I venne restaurato un nuovo regno georgiano. Sotto il regno di Bagrat III di Georgia il regno georgiano subì una notevole trasformazione e una grande espansione con la conquista del regno di Abcasia, anche grazie all'alleanza con il re David III di Tao.
Questa nuova monarchia centralizzata mantenne una precaria indipendenza sia dall'Impero Bizantino sia dall'Impero dei Selgiuchidi fino all'XI secolo, e fiorì sotto il regno di Davide IV di Georgia che respinse il tentativo di invasione dei Selgiuchidi e completò l'unificazione di tutta la Georgia con la conquista di Tbilisi nel 1122. Con il declino del potere bizantino e la fine dell'impero selgiuchide, la Georgia divenne uno dei regni predominanti dell'Oriente cristiano che si estendeva dal Caucaso settentrionale all'Iran settentrionale. A dispetto di numerose guerre intestine all'interno della dinastia, essa continuò a prosperare sotto il regno di Demetrio I di Georgia, Giorgio III di Georgia e soprattutto sotto la figlia di quest'ultimo Tamara di Georgia.
Con la morte di Giorgio III infatti la linea di sangue degli eredi maschi ebbe termine e la dinastia si prolungò grazie al matrimonio di Tamar con il principe degli Alani David Soslan.

### Declino
La cosiddetta età d'oro del regno dinastico Bagratione in Georgia ebbe una brusca interruzione con l'avvento degli invasori Corasmi nel 1225 a cui si aggiunse nel 1236 l'invasione dei Mongoli. La lotta per contrastare l'invasione mongola creò uno stato di diarchia quando la parte occidentale del regno georgiano, il regno di Imereti, si dichiarò indipendente sotto un ramo laterale della dinastia bagratione. Sotto il regno di Giorgio V ci fu un breve periodo di riunificazione ma l'assalto da parte del conquistatore mongolo Timur tra il 1386 ed il 1403 diede un duro colpo alla stabilità del dominio dei Bagrationi sulla Georgia. L'unità del regno venne infatti definitivamente compromessa nel 1490 con la divisione in tre principati indipendenti e rivali: Kartli (nella Georgia centrale e orientale), Kakheti (nella Georgia orientale) e Imereti (nella Georgia occidentale). Ognuno di essi era governato da una branca della dinastia Bagratione. Oltre a questa suddivisione maggiore, il regno georgiano subì il distacco e la creazione di altre realtà indipendenti o semi-indipendenti quali il principato di Odishi, il principato di Guria, l'Abcasia, il principato di Svaneti e quello di Samtskhe, ognuno retto dai propri clan regionali.
Dopo lo smembramento del regno georgiano, i tre principati maggiori furono soggetti ai continui attacchi dei musulmani e dei persiani, tuttavia, le due monarchie orientali, Kartli e Kakheti, vennero riunificate sotto il regno di Eraclio II nel 1762.

### Gli ultimi sovrani
Avendo de facto guadagnato l'indipendenza dalla Persia, ripristinò gran parte del potere bagratione nella regione transcaucasica. Con il Trattato di Georgievsk firmando nel 1783 egli pose i propri domini sotto il protettorato della Russia imperiale. Quest'ultima, tuttavia, non fu in grado di proteggere il regno georgiano quando il sovrano persiano Muḥammad Khān Qājār attaccò Tbilisi nel 1785. Dopo la morte di Eraclio nel 1798, suo figlio e successore Giorgio XII cercò di rinnovare il trattato di alleanza con la Russia, con lo zar Paolo I, richiedendo il suo intervento nelle lotte intestine tra i vari pretendenti della dinastia bagratione per il trono di Georgia. Nel nuovo trattato l'elemento principale sarebbe stato l'incorporazione dei regni di Cartalia e Cachezia in territorio russo mantenendo ai sovrani georgiani la loro autonomia. Tuttavia, mentre i negoziati erano ancora in corso, lo zar russo firmò un manifesto il 18 dicembre 1800 con il quale dichiarava l'annessione dei due regni georgiani alla Russia, che venne tenuto segreto fino alla morte di Giorgio XII il 28 dicembre 1800. Per questo motivo il successore di diritto al regno georgiano, David Bagrationi non venne riconosciuto dal governo russo come il legittimo discendente al trono, ed il 12 settembre 1801, il nuovo zar Alessandro I spodestò di fatto la dinastia dei Bagrationi dal trono di Georgia. A questa decisione tutti i principi della dinastia Bagrationi si opposero, restando però divisi, e vennero in gran parte arrestati e deportati dalla Georgia. L'ultimo regno della dinastia Bagrationi, il Regno di Imereti, decadde circa un decennio più tardi, quando il 25 aprile 1804, il sovrano Salomone II, formalmente un vassallo dell'Impero ottomano, fu costretto a firmare il trattato di Elaznauri che replicava i contenuti del trattato di Georgievsk. Fu così che il 20 febbraio 1810 l'esercito russo invase il regno Imereti e costrinse Salomone II all'esilio a Trebisonda, in Turchia, dove morì esule nel 1815.

## I Bagrationi in Russia
Nell'Impero russo i Bagrationi riuscirono a diventare una delle famiglie aristocratiche più importanti ed influenti. La figura più importante fu il principe Pyotr Bagration, nipote di Jese di Kartli, che servì nell'esercito imperiale con il grado di generale e si distinse a tal punto da diventare un eroe patriottico nella Guerra patriottica contro l'invasione napoleonica del 1812.
Anche suo fratello Roman Bagration fu un importante generale russo che si distinse a sua volta nella guerra russo-persiana (1826-1828) e fu il primo ad entrare a Erevan nel 1827. Egli era anche noto per il suo amore per le arti, in particolare per il teatro, per il quale aveva fatto costruire un palcoscenico nella sua dimora di Tbilisi che divenne
presto il più importante di tutta la regione caucasica. Un altro ramo della famiglia che ebbe rango principesco nell'impero zarista furono i Bagration-Davitashvili.

## I Bagrationi oggi
La maggior parte dei discendenti della dinastia Bagratide lasciò la Georgia dopo la presa di Tbilisi da parte dell'Armata Rossa nel 1921, mentre i Bagration-Gruzinski, discendenti dell'ultimo sovrano della dinastia, Giorgio XII, hanno continuato a risiedere in Georgia, dove si sono particolarmente distinti nelle lettere e nelle arti.

### I Bagrationi-Mukhrani
Il ramo dei Bagrationi-Mukhrani (Mukhran-Batoni, cioè Principi di Mukhrani) è il ramo genealogicamente primogenito dei Bagratidi, ma non è quello che ha regnato in Georgia nei tempi più recenti.
Nel 1942, Irakli Bagration-Mukhrani (1909-1977), capo della linea di Mukhrani, si proclamò Capo della Casa Reale e fondò il movimento monarchico europeo dell'Unione dei Georgiani Tradizionalisti. Dalla seconda moglie, la contessa italiana Maria Antonietta Pasquini (1911-1944), nacque il primogenito Giorgi (1944-2008), che, nel 1991, fu riconosciuto Capo della Casa Reale dal Governo della neonata Georgia indipendente. Nel 2008, gli è succeduto nei diritti il figlio David Bagration-Mukhrani (1976), avendo il primogenito, Irakli (1972), rinunciato alla successione.
Irakli (1909-1977), dopo la morte della contessa Pasquini, sposò l'Infanta Maria de las Mercedes di Baviera, figlia dell'Infanta Maria Teresa di Borbone-Spagna (figlia di Alfonso XII) e del principe Ferdinando Maria di Baviera, dalla quale ebbe un figlio ed una figlia.
Un altro matrimonio reale contratto da un membro della linea dei Bagrationi-Mukhraneli è quello della principessa Leonida (1914), sorella di Irakli, con Vladimir Kirillovič Romanov (1917-1992), Capo della Casa imperiale russa.
Esponente di spicco della linea dei Bagrationi-Mukhraneli è la principessa Kethevane (1954), attuale ambasciatore georgiano presso la Santa Sede e sposata dal 1978 al principe Raimondo Orsini d'Aragona (1931-2020).

### I Bagrationi-Gruzinski
I Bagration-Gruzinski (Gruzin significa "di Georgia") sono i discendenti dell'ultimo Re di Georgia, Giorgio XII (1798-1800).
Il principe Nugzar Bagration-Gruzinski (1950) è attualmente il Capo del ramo Gruzinski, che, pur essendo genealogicamente ultrogenito, ha regnato più recentemente sulla Georgia fino all'annessione alla Russia nel 1800-1801.
Nugzar è conosciuto in Georgia per aver vissuto tutta la propria vita a Tbilisi ed è un apprezzato regista teatrale e cinematografico. Il padre, Petre Bagration-Gruzinski (1920-1984), è stato un noto poeta.

### Soluzione matrimoniale alla disputa dinastica
La figlia del Principe Nugzar, la principessa Anna, insegnante e giornalista divorziata con due figlie, ha sposato il principe David Bagration di Mukhrani, in data 8 febbraio 2009 presso la Cattedrale Sameba di Tbilisi. Il matrimonio benedetto da Ilia II, Catholicos di Tutta la Georgia, che aveva auspicato la restaurazione della Monarchia, ha unito i due rami Gruzinsky e Mukhrani della famiglia reale georgiana, attirando una folla di 3.000 spettatori, funzionari e diplomatici stranieri, con un'ampia copertura da parte dei media georgiani.
Il significato dinastico del matrimonio risiede nel fatto che, in mezzo alle turbolenze la partigianeria politica che hanno attraversato la Georgia fin dalla sua ritrovata indipendenza nel 1991, il Patriarca della Georgia Ilia II ha chiesto pubblicamente nell'Ottobre del 2007 la restaurazione della monarchia come un cammino verso l'unità nazionale e la democrazia.
Anche se ciò ha portato alcuni politici e partiti a prendere in considerazione l'idea di una monarchia costituzionale georgiana, è nata una competizione tra i vecchi principi della dinastia e sostenitori, come storici e giuristi che dibattono di chi abbia più diritto tra i Bagrationi ad ereditare il diritto ad un trono che è stato vacante per due secoli.
Anche se alcuni monarchici georgiani sostengono il ramo dei Gruzinsky, altri sostengono il rimpatriato ramo Mukhrani.
Entrambi i rami discendono in ininterrotta, della legittima linea maschile dal medievale re della Georgia Costantino II di Georgia, morto nel 1505.
Considerando che la linea Bagration-Mukhrani fosse un ramo cadetto della ex Casa Reale di Kartli, che divenne nei primi anni del XX secolo la più antica linea genealogica della famiglia Bagrationi: la linea maggiore aveva già perso lo stato di Kartli dal 1724.
ancora
nel frattempo, la linea Bagration-Gruzinsky, malgrado fosse inferiore nella discendenza dei Principi di Mukhrani, regno sul regno di Kakheti, riuniti i due regni nel regno di Kartli-Kakheti nel 1762, non ha perso la sovranità fino all'annessione russa del 1800.
Lo sposo è l'unico membro del ramo che conserva la cittadinanza e la residenza georgiana dopo la morte di suo padre nel 2008, il Principe George Bagration-Mukhrani.
A parte suo fratello maggiore non sposato, David è il principe erede maschio della famiglia Bagrationi, mentre il padre della sposa, è il più anziano discendente degli ultimi Bagrationi che regnarono sul regno unito della Georgia.
Nugzar i Principi Pietro e Eugene Bagration-Gruzinsky sono gli ultimi eredi patriliniari maschi discendenti da Re Giorgio XIII, e tutti e tre sono nati prima del 1950, rischiando quasi l'estinzione del loro ramo. Ma il matrimonio tra l'erede di Nugzar Gruzinsky e l'erede dei Mukhrani ha posto termine alla rivalità per il diritto al trono, che ha diviso i monarchici georgiani.
Giorgi Bagration, nato da questo matrimonio nel 2013, potrebbe diventare l'erede sia maschio di Casa Bagrationi e l'erede generale di Giorgio XIII della Georgia.
Ad alimentare una possibile restaurazione, è stato la modifica del nome ufficiale dello Stato, mutato da "Repubblica di Georgia" in "Georgia".